# The Press
The Press — щоденна широкосмугова газета, яка публікується в Крайстчерчі, Нова Зеландія. Газета належить Fairfax Media.

## Історія

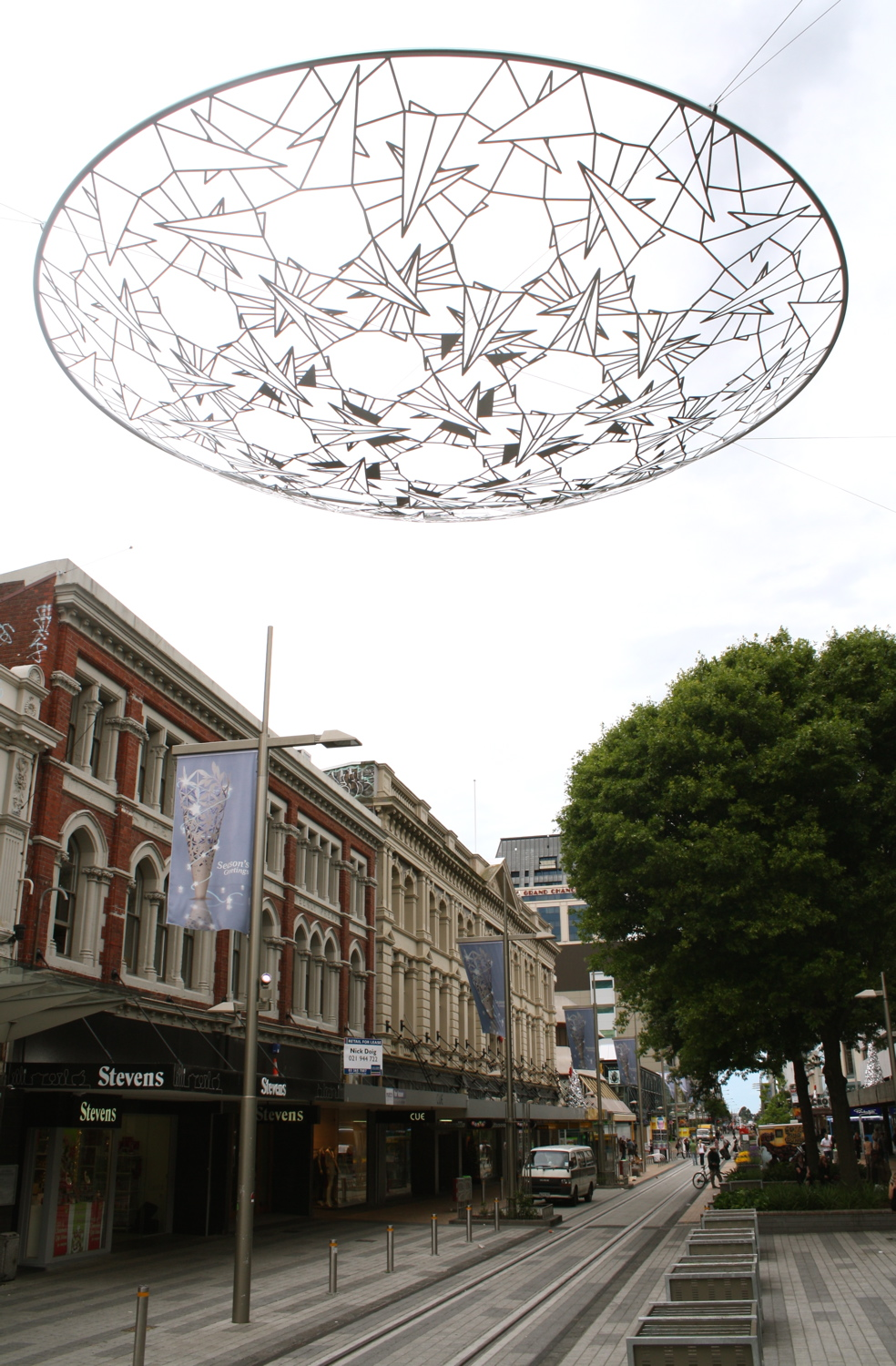
Колишня будівля The Press на Кешел-стріт, використовувана редакцією до 1908 року.

У грудні 1850 року в містечко-порт Літтельтон, яке розташоване на північному березі однойменної гавані, на судні Шарлотта Джейн прибув Джеймс Фіцджеральд. У січні 1851 року він став першим редактором Літтельтон Таймс, першої газети в Кентербері. 1853 року Фіцджеральд став приділяти більшу частину часу політиці, і звільнився з Літтельтон Таймс. Після кількох років, проведених у Великій Британії, він повернувся в Кентербері, заклопотаний наміченою програмою капітального будівництва під егідою провінційних органів влади. Найбільшу тривогу викликала в нього пропозиція про будівництво Літтельтонського залізничного тунелю, яке він вважав безвідповідальним з фінансової точки зору. Проте ідею цього будівництва підтримували в його колишній газеті, Літтельтон Таймс. Головний її редактор Кросбі Ворд допустив опублікування неперевіреного матеріалу, що підштовхнуло Фіцджеральда до заснування The Press як конкурентної газети.

Фіцджеральд пообідав з політиком, Джоном Воттс-Расселом, який інвестував у газету 500 фунтів стерлінгів за умови, що Фіцджеральд стане на чолі нової газети. Потім він заручився підтримкою преподобного Джона Рейвена (англ. John Raven), який організував друкарню. Іншими членами оргкомітету The Press були Г. П. Ленс (англ. H. P. Lance), Генрі Танкред і Річард Дж. С. Гарман (англ. Richard J. S. Harman); всі вони були поселенцями-аристократами.Перший номер The Press вийшов 25 травня 1861 року. Редакція газети розміщувалася в невеликому котеджі на обгородженій ділянці, що належала Джону Рейвену, розташованій на захід від Монреаль-стріт (англ. Montreal Street), між Вустер-стріт (англ. Worcester Street) і Глочестер-стріт (англ. Gloucester Street), напроти нинішньої художньої галереї. Перший випуск газети був шестисторінковим таблоїдом і продавався за шість пенсів. Газета випускалася щотижня. Громадськість вважала Фіцджеральда власником The Press, проте газета офіційно заявила, що
…це не факт, що містер Фіцджеральд має якийсь матеріальний чи офіційний зв'язок (з газетою)Оригінальний текст (англ.)
it is not a fact that Mr FitzGerald has either pecuniary or official connexion— 
В лютому 1862 року зроблено спробу утворити компанію та оформити права власності на газету. Складено проєкт акта «Про об'єднання власників The Press» (англ. The Proprietors of The Press), в якому перераховано п'ять членів попереднього оргкомітету (Воттс-Рассел, Рейвен, Ленс, Танкред і Гарман), а також п'ять нових членів: Альфред Річард Крейк, Джон Голл, Джозеф Бріттан, Айзек Куксон і Джеймс Сомервілль Тернбулл (англ. James Somerville Turnbull). На диво, цей документ так і не вступив у законну силу, а через чотири місяці Фіцджеральд, який не інвестував коштів у газету, став її одноосібним власником «завдяки щедрості власників», як він назвав це пізніше.
13 червня 1863 року в The Press під псевдонімом Cellarius опубліковано першу частину роману Идкуін Семюела Батлера, «Дарвін серед машин».
1905 року The Press придбала за 4000 фунтів стерлінгів ділянку під будівництво на Кафедральній площі (англ. Cathedral Square). Потім за 5000 фунтів стерлінгів компанія викупила в Theatre Royal Syndicate права на ділянку, де спочатку мав будуватися театр Royal. Ця ділянка стала вулицею Прес-лейн (англ. Press Lane). 1907 року тут почалося будівництво будинку The Press. У лютому 1909 року редакція газети переїхала сюди з Кешел-стріт (англ. Cashel Street). Редакція газети використовувала будівлю до 22 лютого 2011 року.
У 1930-х роках The Press почала шукати способи пришвидшення доставки газет на Західне узбережжя. Доставка по дорогах у той час була складною, а Департамент залізниць Нової Зеландії не хотів змінювати розкладу руху звичайних пасажирських поїздів, з тим, щоб вони вирушали рано-вранці, як того хотіла The Press. Спеціальне фінансування перевезень преси пасажирськими поїздами стало б для газети нерентабельним, а вантажні поїзди не забезпечували необхідної швидкості доставки. Тому The Press вирішила спонсорувати будівництво та експлуатацію двох невеликих дизельних автомотрис Leyland для забезпечення доставки газет залізницею за прийнятний час. Ці автомотриси введено в експлуатацію 3 серпня 1936 року. О 02:20 ночі вони вирушали із Крайстчерча і слідували по Мідленд-лайн до Греймута, куди вони прибували о 06:40 ранку, а потім по гілці Росс до 8:00 ранку прибували до Хокітіки. Це дозволило доставляти газети значно швидше, ніж це було можливо раніше. На початку 1940-х років автомотриси Leyland замінено більшими автомотрисами Vulcan.
У лютому 2011 року головна будівля The Press у центрі Крайстчерча серйозно постраждала внаслідок землетрусу. Управління випуском продукції до червня 2012 року здійснювалося з друкарні The Press, розташованої неподалік від аеропорту Крайстчерч. До червня 2012 головну будівлю The Press було частково відновлено і оновлено. Вона стало однією з перших відновлених і знову експлуатованих будівель у міському центрі Крайстчерча.
Станом на початок листопада 2013 року The Press була найстаршою з газет, що випускаються на Південному острові Нової Зеландії.
Девіз газети, винесений у заголовок — лат. Nihil utile quod non honestum можна перекласти як «Ніщо не корисне, якщо це нечесно».

## Сучасність

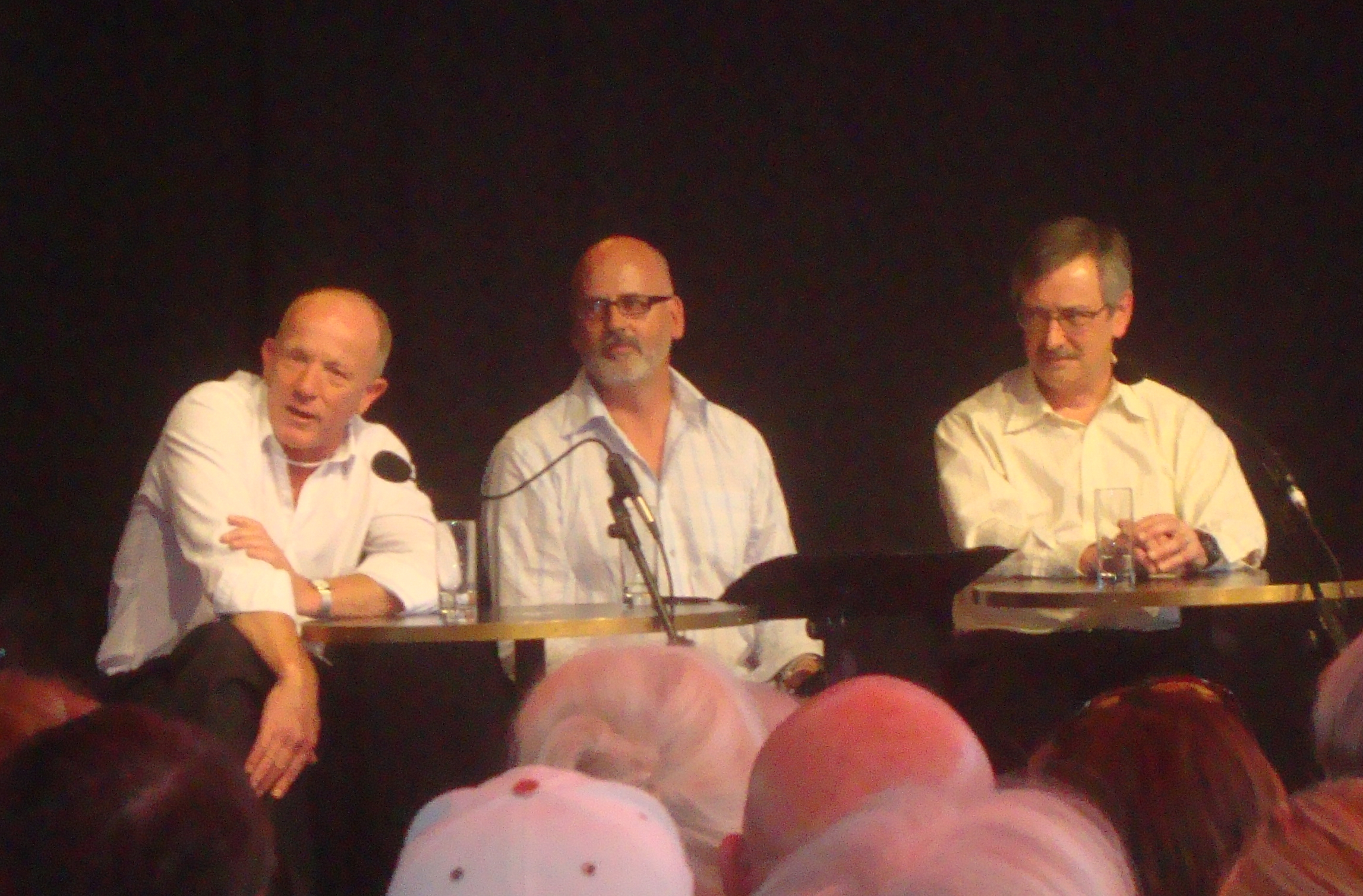
Зліва направо: Джо Беннетт (письменник) (письменник), Ендрю Голден (Andrew Holden, колишній головний редактор The Press) і Род Орам (журналіст).

Станом на початок листопада 2014 року The Press з тиражем 66 795 примірників була найбільшою газетою на Південному острові Нової Зеландії, яка виходить щодня, крім неділі. Громадські газети — The Christchurch Mail, Northern Outlook і Central Canterbury News також публікуються видавництвом The Press і є безплатними.
The Press 2006 року отримала нагороду «Краща газета Нової Зеландії» (англ. Best New Zealand Newspaper), а 2006 і 2007 року отримала приз як найкраща щоденна газета з тиражем понад 25 000 примірників у конкурсі Qantas Media Awards. Газета також отримала кілька інших тематичних нагород за свої колонки «Zest» і «Drive».
2011 року The Press отримала нагороду за найкращий дизайн (англ. Best Design) у конкурсі Canon Media Awards і приз «За найкраще інформаційне забезпечення» (англ. Best Breaking News Coverage) за матеріали на вебсайті про землетрусу в Крайстчерчі 22 лютого 2011 року. Того ж 2011 року The Press стала «Газетою року» (англ. Newspaper of the Year) в конкурсі Асоціації тихоокеанських газетних видавництв, PANPA в категорії видань тиражем 25 000 — 90 000.

## Головні редактори
У різний час головними редакторами The Press були:
- 1861 — Джордж Сейл
- 1861—1868 — Джозеф Колборн-Віл
- 1868 — Чарльз Пернелл
- 1868—1878 — Джозеф Віл Колборн-Віл
- 1878—1894 — Джон Стіл Ґатрі
- 1894—1919 — Майкл Кормак Кін
- 1919—1929 — Вільям Генрі Тріґз
- 1929—1932 — Олівер Дафф
- 1932—1957 Пірс Хьюго Нейпір Фріт
- 1957—? Артур Роллстон Кант
- ?—? Бінні Лок
- ?-2012 Ендрю Голден
- 2012 — … Джоанна Норріс